# 2001 en santé et médecine
| Années de la santé et de la médecine : 1998 - 1999 - 2000 - 2001 - 2002 - 2003 - 2004    |
| Décennies de la santé et de la médecine : 1970 - 1980 - 1990 - 2000 - 2010 - 2020 - 2030 |

Cet article présente les faits marquants de l'année 2001 en santé et médecine.

## Décès
- 16 février : William Masters (né en 1915), gynécologue et sexologue américain.
- 23 février : Jacqueline Gilardoni (née en 1915), défenseur du bien-être animal, fondatrice de l'Œuvre d'assistance aux bêtes d'abattoir.
- 4 octobre : Mohamed Ben Salem (né en 1915), médecin et homme politique tunisien.

Date inconnue
- Alexis Corre (né en 1915), dermatologue français.